# Río Lezuza
El río Lezuza es un curso de agua de la cuenca hidrográfica alta del río Júcar (La Mancha, España). Se trata de uno de los "ríos libres" de la subcomarca del Campo de Montiel que no desaguan a ningún cauce principal, sino que se remansa en una zona endorreica, donde se infiltra y se evapora.

## Nacimiento
Su nombre actual lo toma de la villa homónima, muy cerca de la cual tiene su nacimiento, aunque este se encuentra en el término municipal de El Bonillo, en la Fuente del Lobo del paraje de las lagunillas de El Veredón, muy cerca de las fuentes de su hermano el río Córcoles (Hoja cartográfica: 789). Esta zona se corresponde con la recarga natural del sistema acuífero 24 "Campo de Montiel". 

## Curso
Su tramo juvenil comprende hasta la villa de Lezuza; su tramo medio, puede considerarse hasta la pedanía de Tiriez, donde se inicia el tramo senil de endorreísmo pronunciado, hasta los alrededores de la laguna de El Acequión. 
Como un pequeño arroyo desde la Fuente del Lobo, se dirige en dirección sureste hasta el final del término municipal de El Bonillo, para tomar la dirección sensiblemente este, junto a la carretera autonómica CM-3152 de Lezuza a El Bonillo, para girar rumbo norte hacia la población de Lezuza, cuyo casco urbano cruza por el sur. Prosigue de nuevo dirección sureste hacia la pedanía de Tiriez, donde bruscamente toma rumbo noreste hasta los alrededores del canal Tajo-Segura (término municipal de Barrax), donde, de modo espectacular, comienza a infiltrarse su caudal para perderse totalmente en los alrededores del paraje de la Casa Capitán, en la zona endorreica de la laguna de El Acequión (término municipal de Albacete).
Carece de afluentes de corrientes continuas que resaltar.
Principales pueblos que atraviesa: Lezuza, pedanía de Tiriez, pedanía de La Yunquera y pedanía de Vandelaras de Arriba.
Altitud media: 830 m sobre el nivel del mar.

## Régimen fluvial
De caudal escaso, muy variable, con largo periodo de estiaje (julio a octubre); unos 0,5 m³/s en el tramo medio Tiriez.

## Infraestructuras hidráulicas

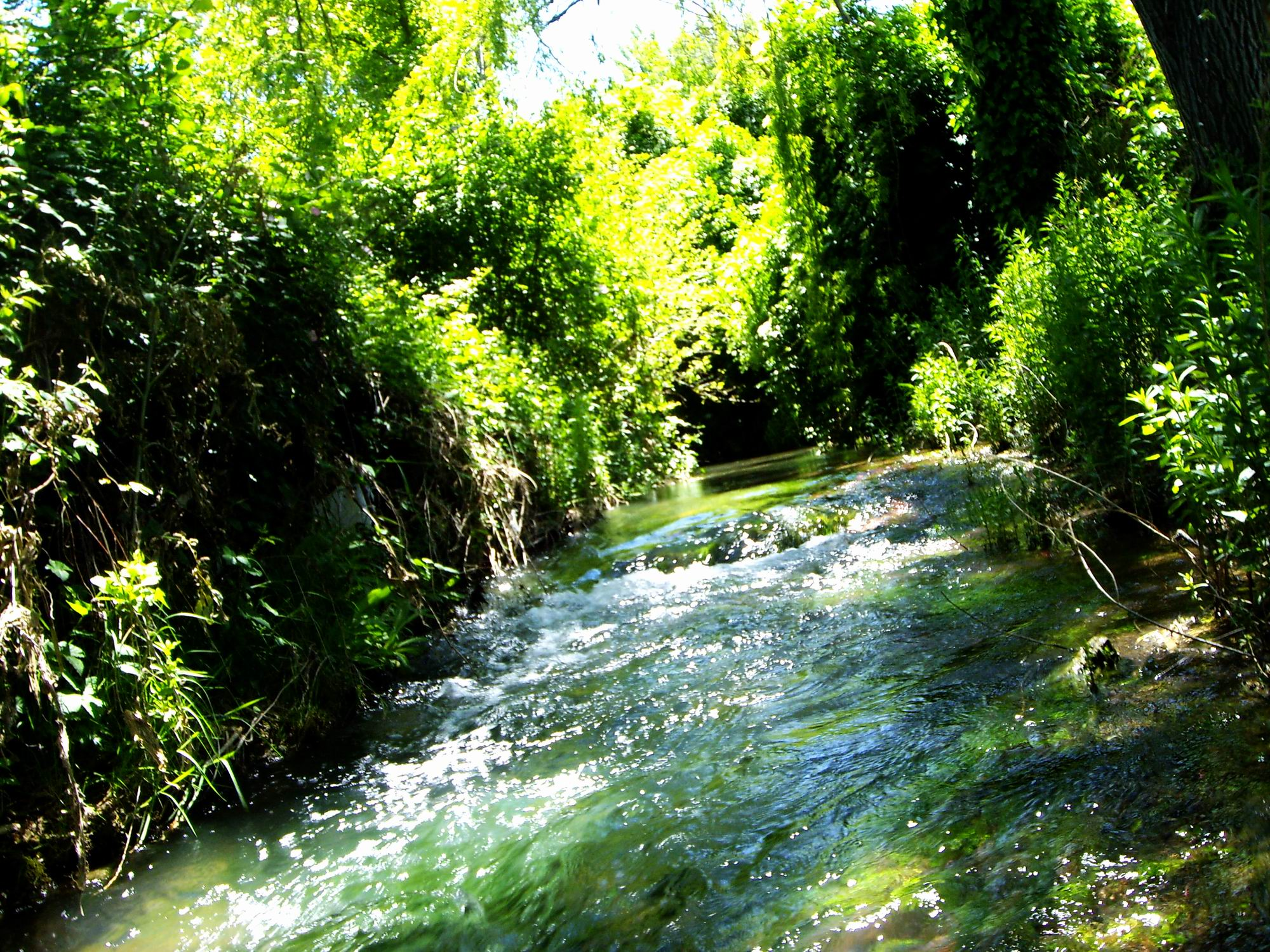
Río Lezuza junto a la vega

Pueden citarse algunas galerías subálveas, calzadizos, batanes y molinos hidráulicos.
En cuanto a los molinos hidráulicos y batanes históricos, se contabilizan hasta el número de ocho, que son, (cauce abajo):
- Molino del Sacristán (o de Isabel, al Sur del casco urbano de Lezuza). Margen derecha.
- Molino de Tendero (o de Cancón). Margen derecha.
- Molino Marcilla. Margen derecha.
- Molino de Bustos (o de Villanueva). Margen izquierda.
- Batán del Vallejo. Margen izquierda.
- Molino del Cura. Margen derecha.
- Molino Casas de Berruga. Margen derecha.
- Molino Vega de Tiriez (restos). Margen izquierda.